# Luis Lopezllera
Luis Lopezllera Lavalle (* um 1970) ist ein mexikanischer Badmintonspieler.

## Karriere
Luis Lopezllera gewann 1993 bei den Zentralamerika- und Karibikspielen Bronze im Herrendoppel. 1999 nahm er an den Weltmeisterschaften teil. Ein Jahr später siegte er in allen drei möglichen Disziplinen bei den Argentina International.

## Sportliche Erfolge
| Saison | Veranstaltung                     | Disziplin    | Platz | Name                                  |
| ------ | --------------------------------- | ------------ | ----- | ------------------------------------- |
| 1993   | Zentralamerika- und Karibikspiele | Herrendoppel | 3     | Luis Lopezllera / Bernardo Monreal    |
| 1999   | Weltmeisterschaft                 | Mixed        | 33    | Luis Lopezllera / Veronica Estrada    |
| 1999   | Weltmeisterschaft                 | Herrendoppel | 33    | Luis Lopezllera / Bernardo Monreal    |
| 2000   | Argentina International           | Mixed        | 1     | Luis Lopezllera / Gabriella Rodríguez |
| 2000   | Argentina International           | Herreneinzel | 1     | Luis Lopezllera                       |
| 2000   | Argentina International           | Herrendoppel | 1     | Luis Lopezllera / Bernardo Monreal    |